# جازمین هوثم
جازمین هوثم (انگلیسی: Jazmin Hotham؛ زادهٔ ۲ ژوئیهٔ ۲۰۰۰) بازیکن زن راگبی ۷ نفره اهل نیوزیلند است.
وی در مسابقات کشوری و بین‌المللی در مجموع برندهٔ ۱ مدال طلا، ۱ مدال نقره، ۱ مدال برنز شده است.